# Auracricus clypeatus
Auracricus clypeatus är en mångfotingart som först beskrevs av Loomis 1938.  Auracricus clypeatus ingår i släktet Auracricus och familjen Rhinocricidae. Inga underarter finns listade i Catalogue of Life.